# St. Moritzersee
Der St. Moritzersee (rätoromanisch Lej da San Murezzanⓘ) im Oberengadin in der Schweiz ist der nordöstlichste und kleinste der vier Seen der Engadiner Seenplatte.

## Geographie
Der St. Moritzersee wird wie der Silsersee, der Silvaplanersee und der Lej da Champfèr vom Inn durchflossen. Er liegt auf 1768 m ü. M. Das Zentrum von St. Moritz liegt erhöht über dem Nordufer, an seinem westlichen Ende liegen die Heilquellen von St. Moritz-Bad.
Der See liegt zwischen dem Piz Rosatsch (3123 m ü. M.) im Süden und dem Piz Nair (3056 m ü. M.) im Norden. Nördlich des Sees versperrt ein Riegel das Inntal, durch den der Fluss sich in Form der engen Charnadüra-Schlucht einen Ausgang gegraben hat.

## Energienutzung
Gleich beim Austritt aus dem See stürzte der Inn früher über einen Wasserfall, der heute nicht mehr existiert. Seit 1932 regulieren zwei 14 Meter breite Dachwehre den Ausfluss aus dem See und halten den Seespiegel konstant. Das Wasser wird durch sie 120 Zentimeter hoch gestaut. Eine Fischtreppe ermöglicht Fischen die Überwindung des Wehrs.
Ab 1892 nutzte das Kraftwerk Charnadüra das Wasser des Sees und verarbeitete das Wasser in einem 21,5 Meter tiefer in der Charnadüra liegenden Maschinenhaus. Es wurde 1932 durch das Kraftwerk Islas ersetzt, welches das ganze Gefälle zwischen St. Moritzersee und der Talebene bei Celerina nutzt.

## Tourismus

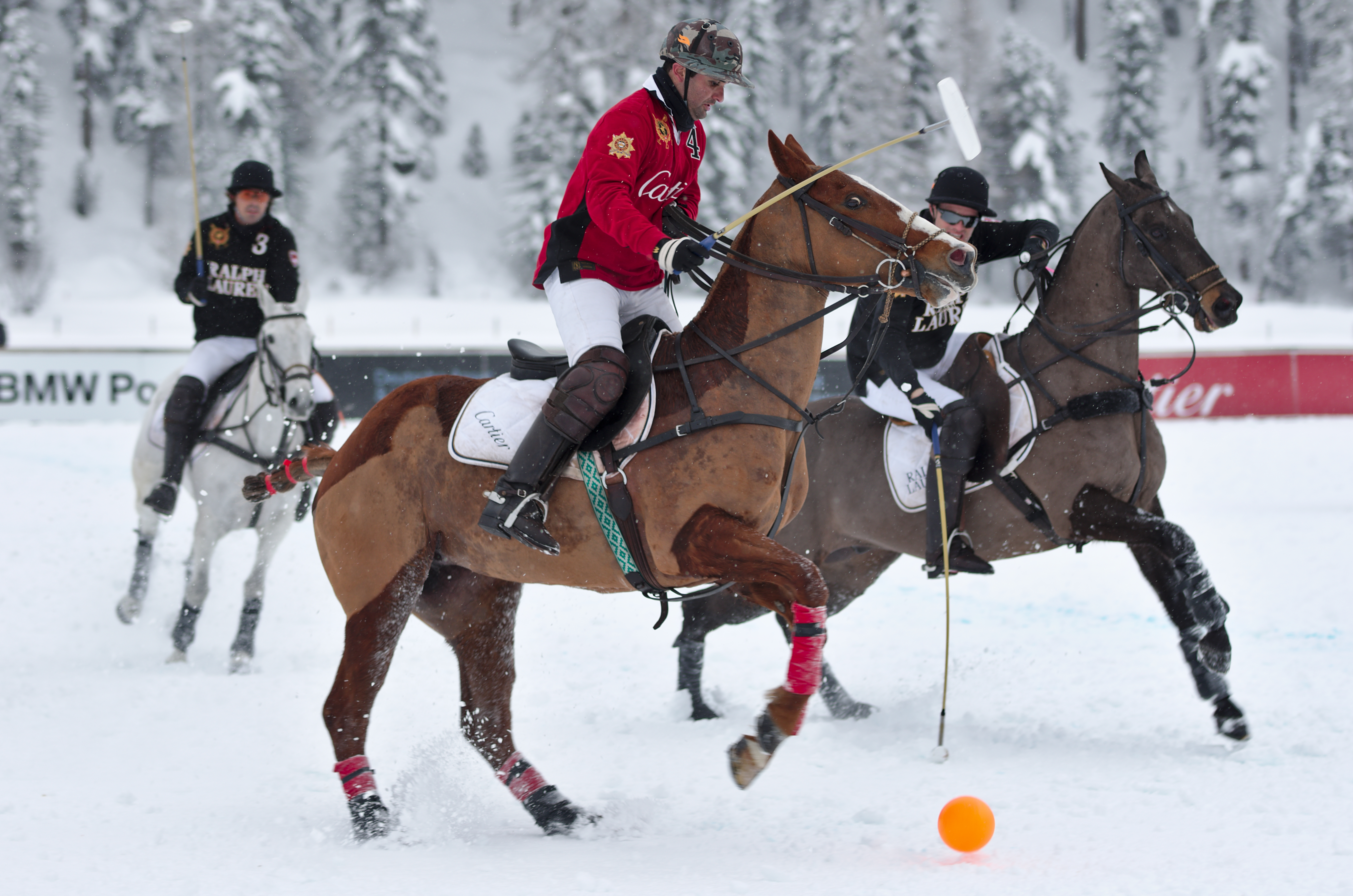
Polo-Turnier (Snow Polo World Cup St. Moritz) auf dem zugefrorenen See

Bekanntheit hat der See vor allem erlangt, weil im Winter, wenn er zugefroren ist, auf dem Eis zahlreiche Anlässe stattfinden. Dazu zählen die Pferderennen White Turf, die jeweils im Februar stattfinden. Weit über 200 Tonnen Material werden hierfür auf dem Eis platziert, das mindestens 30 Zentimeter dick sein muss. Auch die Strecke des Engadiner Skimarathons verläuft über den See.
Mit dem Aufkommen des Tourismus hat sich St. Moritz immer mehr zum See hin ausgedehnt. 1904 wurde der Bahnhof St. Moritz, Endstation der Albulalinie der Rhätischen Bahn, beim Ausfluss am Nordufer eröffnet. Noch mehrheitlich unverbaut sind bis heute die südlichen Uferbereiche sowie das Ostende des Sees, das sich zum Stazerwald hinzieht.

## Bilder

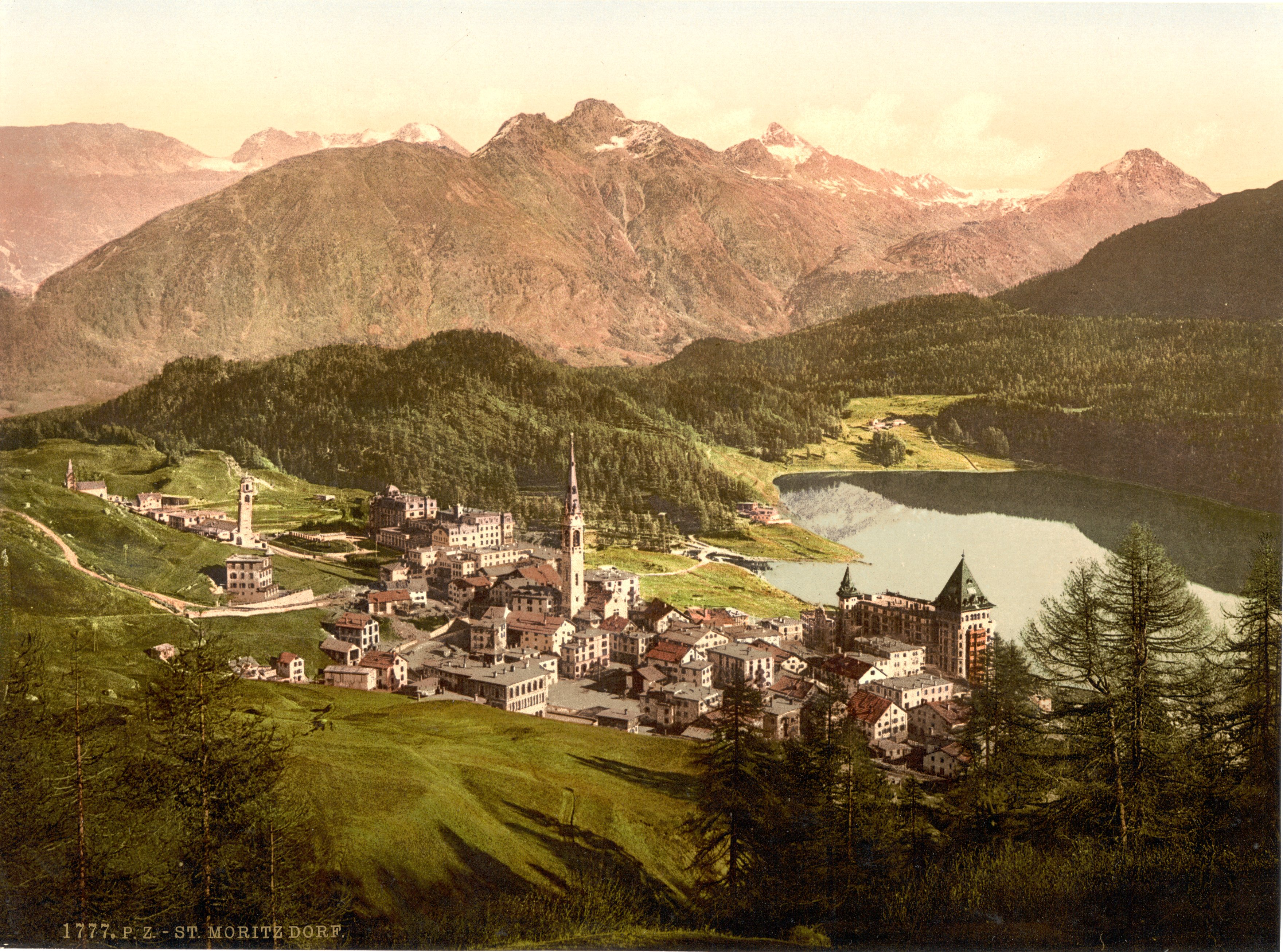
St. Moritz-Dorf um 1900
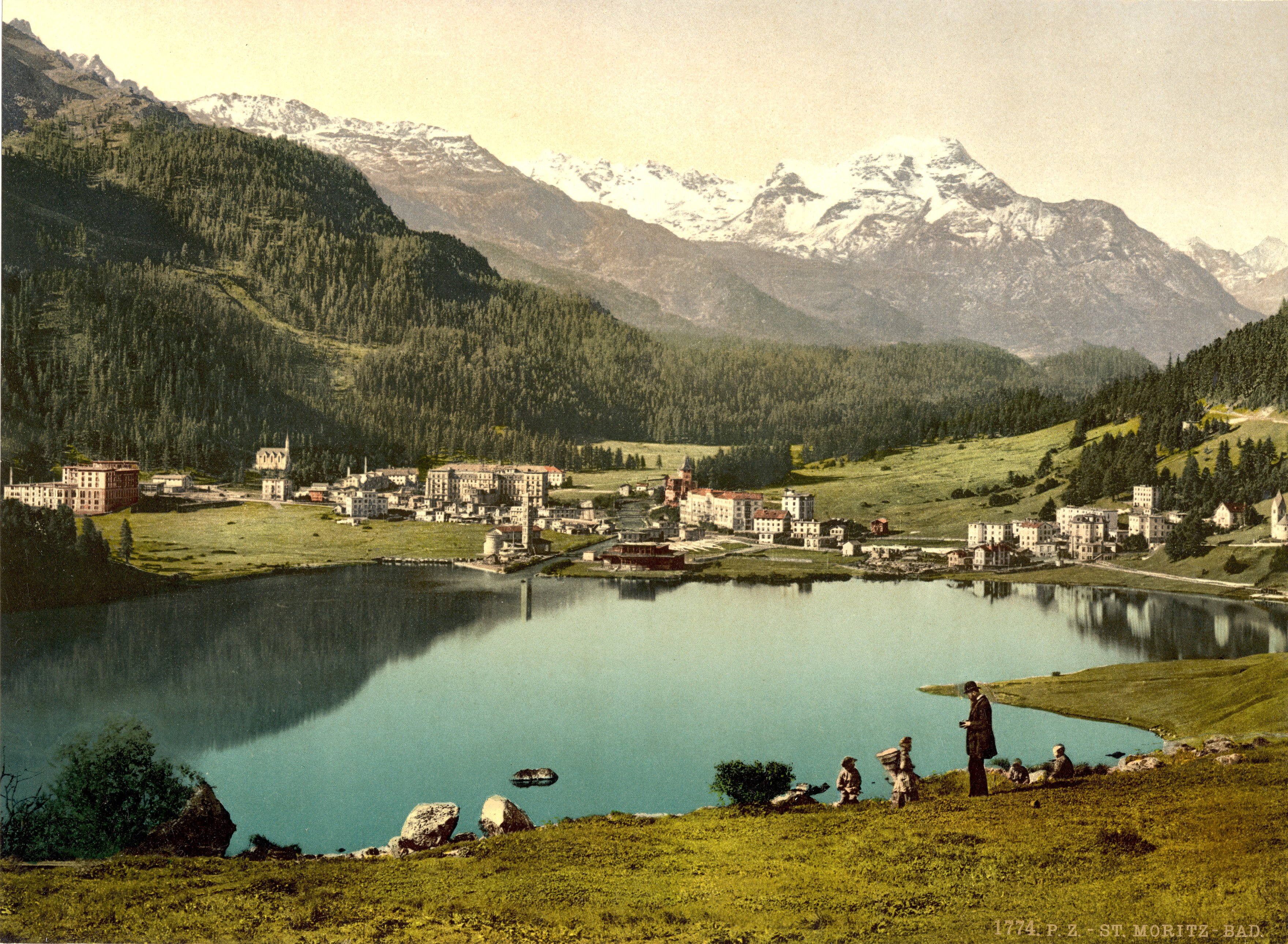
St. Moritz-Bad um 1900
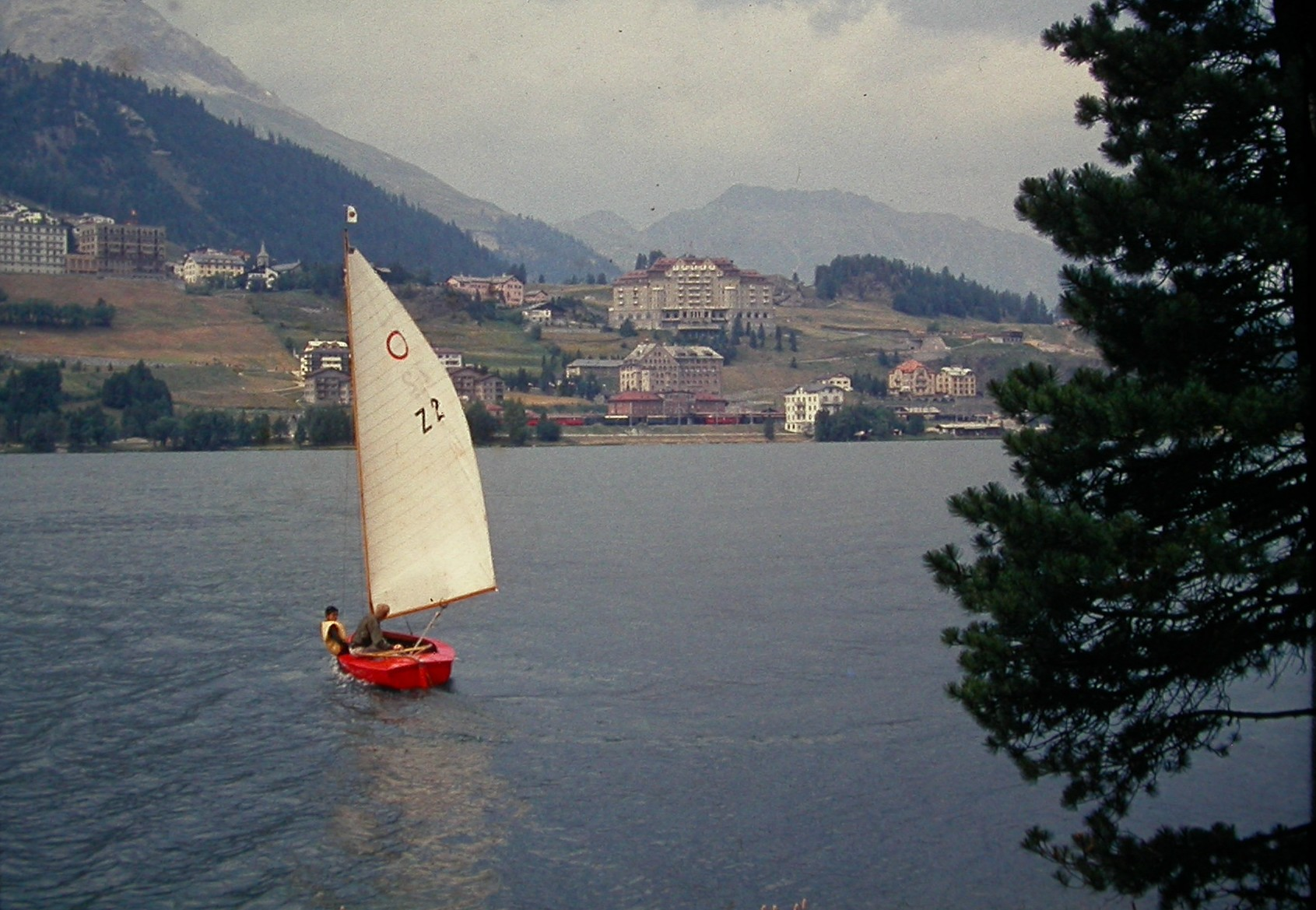
St. Moritz 1962
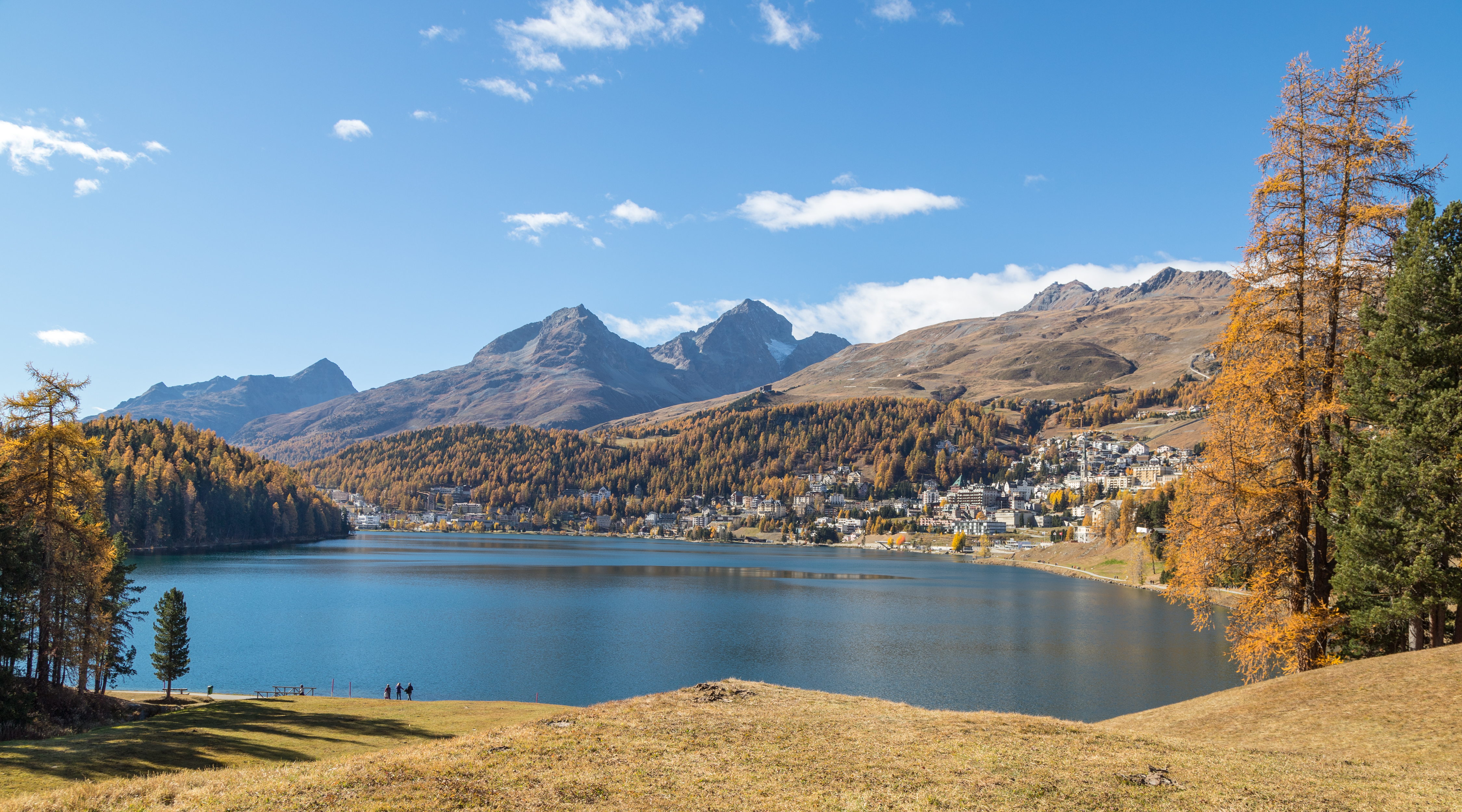
Blick über den St. Moritzersee auf St. Moritz und die Oberengadiner Berge
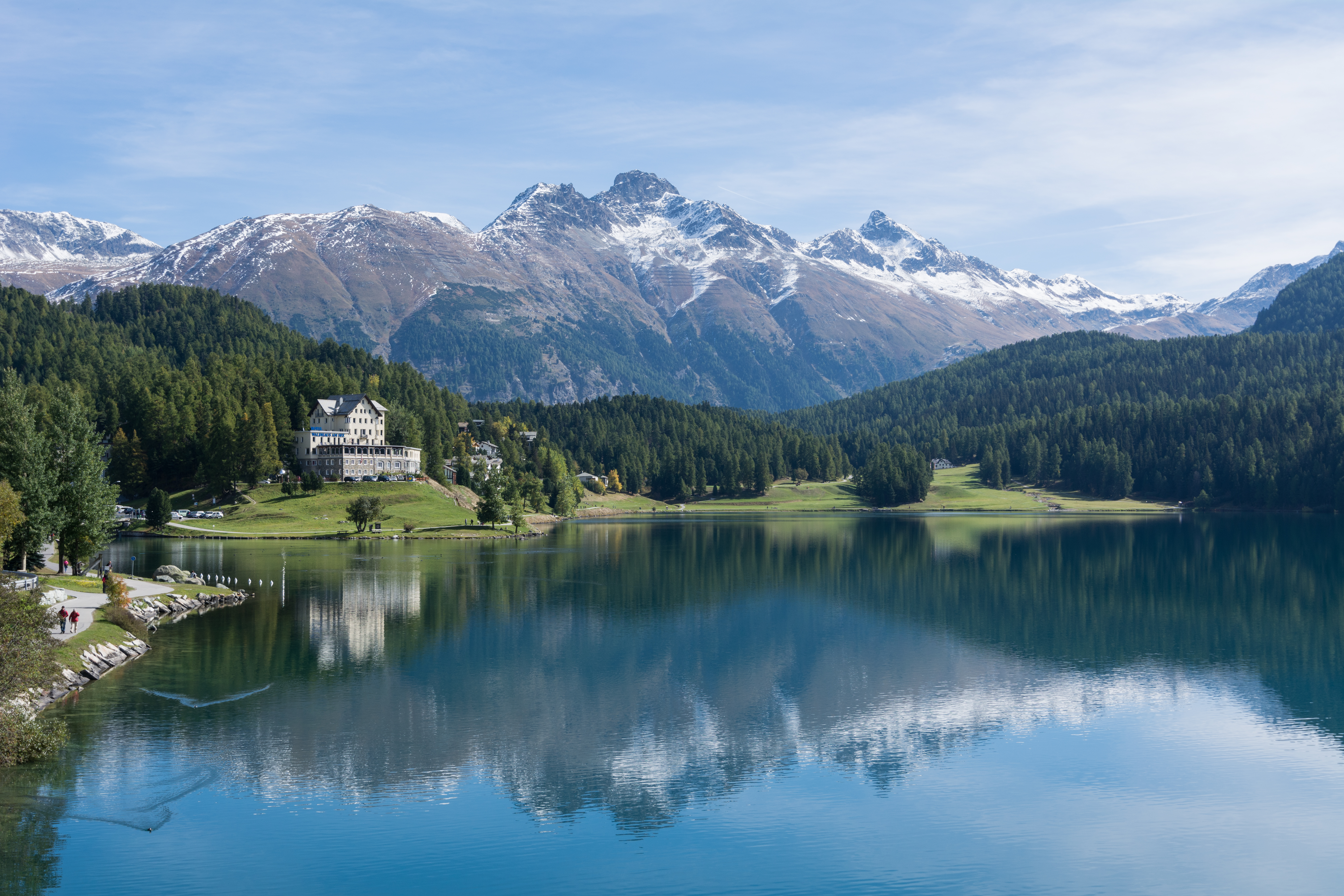
Östlicher Teil des Sees